# Donna Drake
Donna Drake (Columbia, 21 maggio 1953) è un'attrice, ballerina e cantante statunitense.
È nota soprattutto come interprete di musical. Nel 1975 ha debuttato a Broadway con il musical Premio Pulitzer A Chorus Line, in cui interpretava la ballerina Tricia ed era la sostituta per i ruoli di Maggie, Kristine e Connie. L'anno successivo si unisce al cast del tour statunitense di A Chorus Line. Nel 1981 torna a recitare a Broadway nel musical Woman of the Year, con Lauren Bacall nel ruolo della protagonista. Sempre nello stesso anno è a Broadway con il musical Sophisticated Ladies e recita nuovamente a New York nel 1985, in un adattamento musicale de Il vento tra i salici. Nel 1998 recita nel tour statunitense del musical Il mago di Oz.